# João Gaspar Simões
João Gaspar Simões (Figueira da Foz, 25 febbraio 1903 – Lisbona, 6 gennaio 1987) è stato un critico letterario, saggista e scrittore portoghese.

## Biografia
Figlio del commerciante João Simões, in un primo momento il giovane João Gaspar Simões desidera intraprendere la carriera diplomatica e, per questo, studia Diritto all'Università di Coimbra.
Nel 1924, è tra i fondatori della rivista Tríptico, alla quale collaborano scrittori e intellettuali come, tra gli altri, Branquinho da Fonseca, Vitorino Nemésio, Aquilino Ribeiro, Augusto Casimiro, José Régio, Alberto de Serpa, Raul Brandão e Teixeira de Pascoaes.
Nel 1927, assieme a Branquinho da Fonseca e José Régio, fonda l'importante rivista modernista Presença, della quale sarà codirettore fino all'ultimo numero, pubblicato nel 1940.
L'azione culturale del «secondo» modernismo portoghese di Presença sarà fondamentale per la cultura lusitana contemporanea, e decisiva per lo studio e la divulgazione del «primo» modernismo portoghese, quello della Generazione di Orpheu, in particolare di Fernando Pessoa, Almada Negreiros (entrambi collaboratori di Presença) e Mário de Sá-Carneiro.
Gaspar Simões fu il primo grande interprete di Fernando Pessoa nel campo della biografia e della critica letteraria, in particolare con la biografia Vida e Obra de Fernando Pessoa (1950), uno dei testi fondamentali negli studi pessoani, nonostante le critiche ricevute da quest'opera nel corso dei decenni.
Considerato da molti, tra cui gli scrittori Mário Sacramento e José Cardoso Pires, come il primo grande critico letterario della storia portoghese, se non addirittura come il primo critico letterario portoghese, Gaspar Simões è una tra le figure di maggior rilievo nella storia della cultura lusitana del XX secolo.

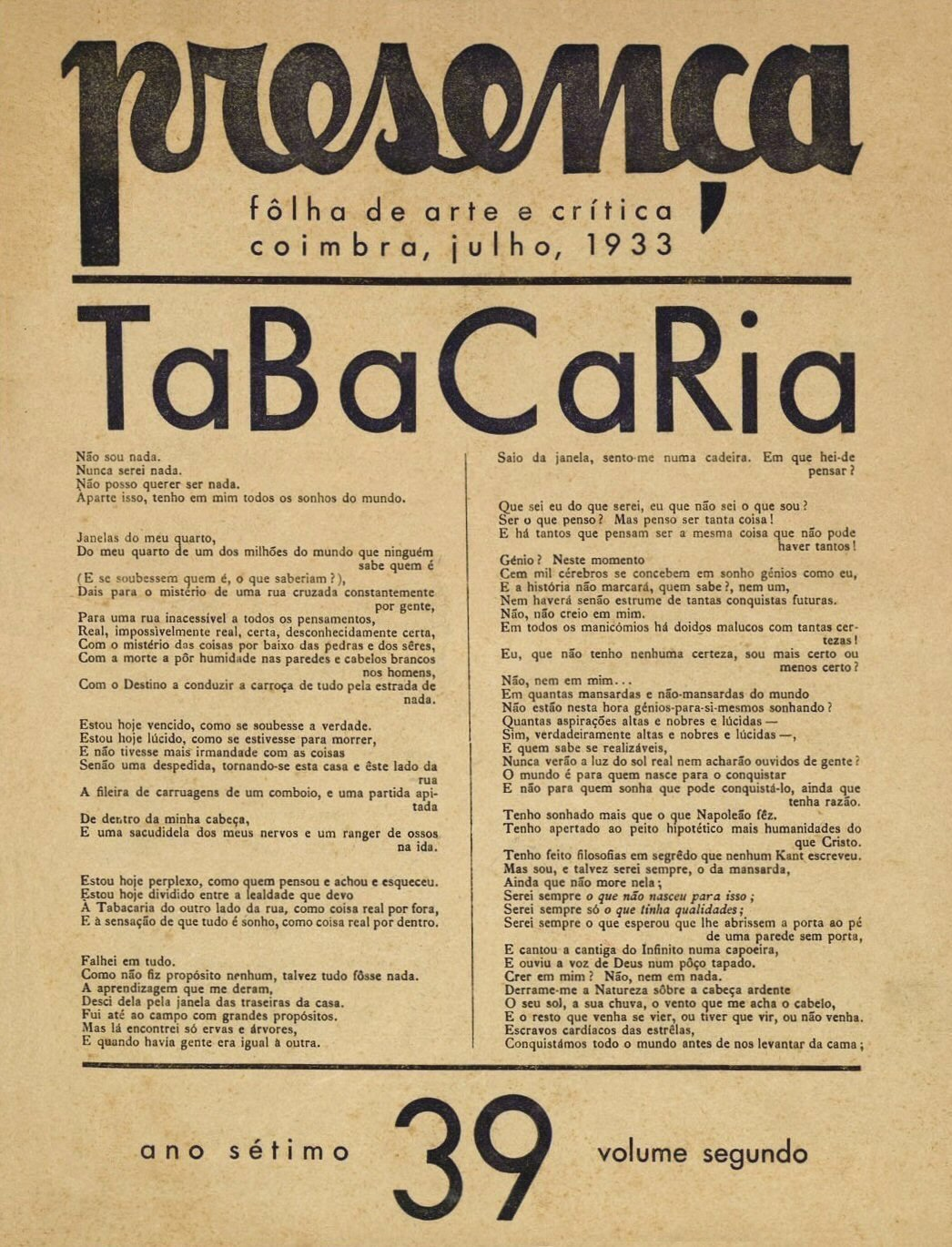
La poesia «Tabacaria» di Álvaro de Campos, eteronimo di Fernando Pessoa, sulla prima pagina del nº 39 di Presença (1933)

Intellettuale e critico letterario indipendente, Gaspar Simões fu autore anche di romanzi e testi teatrali.

## Opere (lista parziale)
- Temas (1929)
- Elói ou Romance numa Cabeça (1932)
- Pântano (1940)
- Amigos Sinceros (1941)
- A Unha Quebrada (1941)
- Eça de Queirós, o Homem e o Artista (1945)
- Internato (1946)
- Vida e Obra de Fernando Pessoa (1950)
- Teatro (1953)